# يربوع كبير
اليربوع الكبير (الاسم العلمي: Allactaga major) أكبر أنواع اليرابيع، من فصيلة اليربوعيات، متوطن في الصين، كازاخستان، روسيا، أوكرانيا وأوزبكستان. يبلغ طول الرأس والجسم 18 سنتيمتر، وطول الذيل 26 سنتيمتر.